# A Futurama epizódjainak listája
Ez a szócikk az amerikai Futurama rajzfilmsorozat epizódjait tartalmazza. A Futurama 1999. március 28. és 2003. augusztus 10. között futott a Fox televíziós csatornán, de később négy DVD-filmet is készítettek az alkotók. Ezeket a filmeket később négy-négy epizódra bontották, és 2008-ban, illetve 2009-ben négy egymást követő estén sugározták a Comedy Central csatornán, mint az ötödik évadot. Ezt követte a hatodik és hetedik évad 2010 és 2013 között, majd a sorozatot ismét elkaszálták. 2022. február 9-én a Hulu feltámasztotta a sorozatot egy 20 epizódos megrendeléssel, amely a nyolcadik és kilencedik gyártási évadot ölelte fel, ezek 2023. július 24-én, illetve 2024. július 29-én kezdték meg sugárzásukat. 2023. november 2-án a Hulu újabb két évadra, a tizedikre és a tizenegyedikre újította meg a sorozatot, összesen 20 epizóddal, amelyek 2025 és 2026 között kerülnek majd adásba.

## Évados áttekintés
| Évad | Évad | Epizódok | Eredeti sugárzás     | Eredeti sugárzás     | Eredeti adó          | Magyar sugárzás      | Magyar sugárzás      | Magyar adó |
| Évad | Évad | Epizódok | Évadpremier          | Évadfinálé           | Eredeti adó          | Évadpremier          | Évadfinálé           | Magyar adó |
| ---- | ---- | -------- | -------------------- | -------------------- | -------------------- | -------------------- | -------------------- | ---------- |
|      | 1    | 13       | 1999. március 28.    | 1999. november 14.   |                      | 2001. november 17.   | 2002. február 10.    |            |
|      | 2    | 19       | 1999. november 21.   | 2000. december 3.    | 2002. február 17.    | 2008. május 17.      |                      |            |
|      | 3    | 22       | 2001. január 21.     | 2002. december 8.    | 2008. május 18.      | 2008. június 28.     |                      |            |
|      | 4    | 18       | 2002. február 10.    | 2003. augusztus 10.  | 2008. június 14.     | 2008. július 27.     |                      |            |
|      | 5    | 16       | 2008. március 23.    | 2009. augusztus 30.  |                      | 2010. november 11.   | 2010. december 1.    |            |
|      | 6    | 26       | 2010. június 24.     | 2011. szeptember 8.  | 2011. november 6.    | 2012. május 6.       |                      |            |
|      | 7    | 26       | 2012. június 20.     | 2013. szeptember 4.  | 2017. április 7.     | 2017. május 12.      |                      |            |
|      | 8    | 10       | 2023. július 24      | 2023. szeptember 25. |                      | 2023. július 24.     | 2023. szeptember 25. |            |
|      | 9    | 10       | 2024. július 29.     | 2024. szeptember 30. | 2024. július 29.     | 2024. szeptember 30. |                      |            |
|      | 10   | 10       | 2025. szeptember 15. | 2025. szeptember 15. | 2025. szeptember 15. | 2025. szeptember 15. |                      |            |

## Epizódok

### Első évad (1999)
| Sor. | Év. | Cím                                                             | Rendező                        | Író                             | Premier                               | Gyártási szám |
| --- | --- | --------------------------------------------------------------- | ------------------------------ | ------------------------------- | ------------------------------------- | ------------- |
| 1. | 1.  | Űrutas 3000 (Space Pilot 3000)                                  | Rich Moore és Gregg Vanzo      | David X. Cohen és Matt Groening | 1999. március 28. 2001. november 17.  | 1ACV01        |
| Philip J. Fry, egy pizzafutár, véletlenül beleesik egy kriogenikus fagyasztóba 1999. december 31-én, és egy teljes évezreddel később, 2999 szilveszterén ébred fel. Találkozik egy egyszemű pályaválasztási tanácsadóval, Leelával, aki örökre egy futárállást akar kijelölni neki. Fry azonban elutasítja ezt, és megszökik a városba, ahol megismerkedik Benderrel, egy alkoholista robottal, aki szintén otthagyta a munkáját. A ketten összebarátkoznak. Fry hamarosan depresszióssá válik, mivel rájön, hogy sosem térhet vissza régi életéhez, ezért megadja magát Leelának. Azonban Leela is rádöbben, hogy gyűlöli a munkáját, ezért inkább ő is kilép. Most már szökevényekként, hárman együtt meglátogatják Fry leszármazottját, Botcsinálta professzort, aki segít nekik elmenekülni a rendőrség elől az intergalaktikus űrhajóján, miközben a világ az új évezredet ünnepli. Botcsinálta felveszi őket az új személyzetébe az intergalaktikus kézbesítőcégénél, a Bolygó Expressznél, ahol Fry végül ismét futárként dolgozik, immár az egész galaxisban. |     |                                                                 |                                |                                 |                                       |               |
| 2. | 2.  | Bolygó Expressz (The Series Has Landed)                         | Peter Avanzino                 | Ken Keeler                      | 1999. április 4. 2001. november 24.   | 1ACV02        |
| Az új Bolygó Expressz csapat első küldetése egy kiszállítás a Holdon lévő vidámparkba. Fry izgatottan várja, hogy a Holdra menjen, ám csalódottan veszi tudomásul, hogy az emberek már csak a vidámpark miatt látogatják meg, és ő a „valódi Holdat” szeretné látni. Ezért egy utazás során eltéríti az egyik attrakciót Leelával, de ezzel mindkettőjüket a Hold felszínén rekeszti. Mivel kevés az oxigén, egy hidroponikus farmon találnak menedéket. Eközben Bender – akit kidobtak a vidámparkból – flörtölni kezd a farmer robotlányával, ami miatt a gazda üldözni kezdi őket. Fry és Leela végül az Apollo–11 holdkompban keresnek menedéket, amíg a Bolygó Expressz gyakornoka, Amy Wong meg nem menti mindhármukat. |     |                                                                 |                                |                                 |                                       |               |
| 3. | 3.  | Én, a szobatárs (I, Roommate)                                   | Bret Haaland                   | Eric Horsted                    | 1999. április 6. 2001. december 1.    | 1ACV03        |
| Fry a Bolygó Expressz épületében lakik, ám rendetlensége miatt kirúgják onnan. Eleinte Benderhez költözik, de kiderül, hogy Bender lakása valójában csak egy szűk szekrény. Végül ketten együtt beköltöznek egy tágasabb, berendezett lakásba. Az avatóbulin azonban kiderül, hogy Bender antennája zavarja az egész épület műholdas tévévételét, ezért Bendernek ki kell költöznie, míg Fry gond nélkül marad, nem törődve barátja gondjaival. Bender depresszióba zuhan, és önpusztító józansági kúrát kezd, végül levágja az antennáját, hogy újra Fry-jal lakhasson. Fry rájön, hogy az antenna fontos Bender önbecsüléséhez, ezért segít neki visszaszerelni, és visszaköltözik Bender régi lakásába. Kiderül, hogy a „szekrény”, ahol Fry korábban lakott, valójában egy teljes lakosztály méretű helyiség, bőven elegendő Fry számára, így végül úgy dönt, inkább ott él tovább. |     |                                                                 |                                |                                 |                                       |               |
| 4. | 4.  | Ha szerelem nincs is az űrben... (Love's Labours Lost in Space) | Brian Sheesley                 | Brian Kelley                    | 1999. április 13. 2001. december 8.   | 1ACV04        |
| A Bolygó Expressz csapat küldetésre indul, hogy megmentsenek állatokat a Vergon 6 nevű bolygóról, amely az összeomlás szélén áll. Útközben találkoznak Zapp Brannigannel, akitől Leela eleinte megtisztelve érzi magát, ám Zapp hamarosan börtönbe veti őket. Aznap este Zapp megpróbálja elcsábítani Leelát, és bár a nő először ellenáll, végül megsajnálja a magányos kapitányt, és sajnálatból lefekszik vele. Másnap Zapp elengedi a legénységet, és engedélyt ad nekik, hogy elutazzanak Vergon 6-ra. Miközben összegyűjtik a mentendő állatokat, Leela felfedez egy olyan lényt is, amely nem szerepel a listán, és úgy dönt, hogy őt is megmenti. Nevet is ad neki: Majszoló. Később kiderül, hogy Majszoló felfalja az összes többi megmentett állatot. Amikor a bolygó kezd összeomlani, a csapat rájön, hogy az űrhajójuk kifogyott az üzemanyagból. Zapp felajánlja a segítségét, de csak akkor hajlandó megmenteni őket, ha Majszolót hátrahagyják. Leela ezt visszautasítja, és a legénység beletörődik sorsába, ám ekkor Majszoló egy sötét anyagból álló pelletet ürít, amely elegendő üzemanyagot biztosít az űrhajónak a meneküléshez. A csapat így még azelőtt elhagyja a bolygót, hogy az felrobbanna. |     |                                                                 |                                |                                 |                                       |               |
| 5. | 5.  | Félelem a Robot-bolygón (Fear of a Bot Planet)                  | Peter Avanzino és Carlos Baeza | Evan Gore és Heather Lombard    | 1999. április 20. 2001. december 15.  | 1ACV05        |
| A Bolygó Expressz csapat egy csomagot szállít a 9-es Bázis nevű bolygóra, amelyet kizárólag embereket gyűlölő robotok laknak, akik azonnal megölik a betévedő embereket. Bender egyedül megy le a felszínre a csomaggal, ám amikor kiderül, hogy embereknek dolgozik, elfogják. Fry és Leela robotnak álcázva magukat indulnak utána, hogy megmentsék. Amikor megtalálják Bendert, rájönnek, hogy a robot időközben a társadalom bálványává vált, mert frusztrálta, hogy a legénysége nem értékeli eléggé. Fryt és Leelát elfogják, és Bendert arra akarják kényszeríteni, hogy végezzen velük, de ő megtagadja ezt. Hamarosan kiderül, hogy a bolygó kormánya csupán bűnbaknak használja az embereket, hogy elterelje a figyelmet a súlyos csavahiányról. A három hősnek sikerül megszöknie, és amikor Bender észreveszi, hogy még mindig nem kézbesítette a csomagot, egyszerűen ledobja azt az őket üldöző robotokra. A csomagból egy rakás csavar hullik ki, mire a robotok felhagynak az emberek gyűlöletével. |     |                                                                 |                                |                                 |                                       |               |
| 6. | 6.  | Konzervált dollárok (A Fishful of Dollars)                      | Ron Hughart és Gregg Vanzo     | Patric M. Verrone               | 1999. április 27. 2001. december 22.  | 1ACV06        |
| Fry ezer év után először ellenőrzi a bankszámláját, és döbbenten tapasztalja, hogy a kamatos kamatnak köszönhetően milliárdossá vált. Ezt hatalmas költekezéssel ünnepli, és különféle 20. századi relikviákat vásárol, köztük az utolsó, még fel nem bontott konzerv ajókát, amely mára kihalt. A híres iparmágnás és olajmágnás Nagyi fenyegetve érzi magát, mert attól tart, hogy a ajókából kinyert olaj veszélyeztetheti az üzletét, ezért fiait küldi, hogy ellopják Fry bankkártyáját és PIN-kódját. Fry bankszámláját lenullázzák, és minden 20. századi tárgyát lefoglalják, kivéve a ajókát, amelyet Nagyi reményei szerint Fry elad neki. Miután azonban megtudja, hogy Fry csupán pizzára akarja tenni, hogy megossza barátaival, Nagyi felhagy a próbálkozással. Végül azonban kiderül, hogy senkinek sem ízlik az ajókás pizza. |     |                                                                 |                                |                                 |                                       |               |
| 7. | 7.  | A három nap országa (My Three Suns)                             | Jeffrey Lynch és Kevin O'Brien | J. Stewart Burns                | 1999. május 4. 2001. december 22.     | 1ACV07        |
| A Bolygó Expressz csapatát a Trisol bolygóra küldik egy szállítmánnyal, de Fry extrém szomjúságtól szenved, miután gyalog teszi meg az utat a bolygó három perzselő napja alatt. Amikor megérkeznek a bolygó palotájába, Fry megiszik egy üvegnek tűnő folyadékot, amelyről kiderül, hogy valójában a bolygó folyékony testű lakóinak egyike, maga a császár. Emiatt Fry-t kikiáltják az új császárnak. A koronázás előtt Leela figyelmeztetni próbálja, hogy a bolygón hetente meggyilkolják és lecserélik az uralkodót, de Fry nem hallgat rá, így Leela megfogadja, hogy többé nem segít neki. A koronázás után, amikor lemegy a nap, a trisoliak világítani kezdenek, köztük az előző császár is, aki még mindig Fry gyomrában él, és parancsot ad Fry felvágására és lecsapolására. Végül Leela mégis úgy dönt, hogy megmenti Fry-t: addig veri, amíg Fry a fájdalomtól sírni kezd, és könnyeivel lassan „kikönnyezi” az előző császárt. |     |                                                                 |                                |                                 |                                       |               |
| 8. | 8.  | Egy kupac szemét (A Big Piece of Garbage)                       | Susan Dietter                  | Lewis Morton                    | 1999. május 11. 2002. január 5.       | 1ACV08        |
| Miután elfelejti magával vinni egyik találmányát egy tudományos szimpóziumra, és emiatt megalázza őt ősellensége, Ogden Wernstrom, Botcsinálta professzor felfedezi egy másik, korábban elvetett találmányát, a „Szag-O-Szkópot”. Ezzel észleli, hogy egy hatalmas szemétgömb, amit még 2000-ben lőttek az űrbe, most visszatér és ütközni készül a Földdel. A Bolygó Expressz csapatot küldik, hogy robbanószerekkel semmisítsék meg az űrben, de Botcsinálta elhibázza a bomba időzítését, így a terv kudarcot vall. Végső elkeseredésében Botcsinálta azt javasolja, hogy térítsék el a szemétgolyót úgy, hogy egy másik szemétgolyót lőnek neki, így az eltér az ütközési pályáról, és a Napba zuhan. Mivel az emberek az évszázadok során elfelejtettek szemetet gyártani, Fry megtanítja nekik újra. A terv sikerrel jár: az új szemétgolyó eltalálja a régit, amely a Napba zuhan, míg a frissen készült golyó elrepül a Naprendszerbe. Botcsinálta ezzel visszanyeri becsületét. |     |                                                                 |                                |                                 |                                       |               |
| 9. | 9.  | A robotpokol (Hell Is Other Robots)                             | Rich Moore                     | Eric Kaplan                     | 1999. május 18. 2002. január 12.      | 1ACV09        |
| Bender függővé válik az elektromosságtól, és egy űrbéli elektromos viharba vezeti a Bolygó Expressz hajót, ezzel kis híján megöli a legénységet. Miután szembesítik függőségével, Bender belátja, hogy problémája van, és megtér a Robotológia Templomában. Bűnbánó életet kezd, hogy jóvátegye korábbi gonosz tetteit, de új vallásosságával idegesíti és zavarja társait. Fry és Leela úgy döntenek, hogy vissza akarják kapni a régi Bendert, ezért meggyőzik, hogy térjen vissza régi énjéhez. Ám mivel elhagyja új hitét, Bender bűnhődni kényszerül: a robotpkolba kerül, ahol a robotördög vár rá örök kárhozattal. Fry és Leela azonban megtalálják és megmentik őt a végzettől. |     |                                                                 |                                |                                 |                                       |               |
| 10. | 10. | Hajóút a Titanic-kal (A Flight to Remember)                     | Peter Avanzino                 | Eric Horsted                    | 1999. szeptember 26. 2002. január 19. | 1ACV10        |
| A Bolygó Expressz legénysége luxusutazásra indul a valaha épített legnagyobb űrhajón, a Titanicon. Az út során Bender megismerkedik a bájos robot hölggyel, Roca bárónővel. Kezdetben csak a nő gazdagsága vonzza, ezért úgy tesz, mintha ő maga is gazdag lenne, ám titkának lelepleződése után is valódi szerelem alakul ki köztük. Közben Leela el akarja kerülni a Titanic kapitánya, Zapp szerelmi közeledését, ezért úgy tesz, mintha Fry menyasszonya lenne. Ugyanakkor Amy Fry barátnőjének adja ki magát a szülei előtt, hogy azok ne szóljanak bele a szerelmi életébe, ez féltékennyé teszi Leelát. Mielőtt a színjátékok lelepleződnének, a Titanic egy üstökösrajba ütközik, mivel Zapp megváltoztatja az útvonalat, és az űrhajó végül egy fekete lyukba zuhan. A Bolygó Expressz legénysége épségben elmenekül a mentőkapszulákban, de a bárónő feláldozza magát, hogy megmentse Bender életét. |     |                                                                 |                                |                                 |                                       |               |
| 11. | 11. | Nagy mars a Marson (Mars University)                            | Bret Haaland                   | J. Stewart Burns                | 1999. október 3. 2002. január 16.     | 1ACV11        |
| Fry beiratkozik a Mars Egyetemre azzal a szándékkal, hogy aztán kimaradjon, és szobatársa lesz Guenter, egy majom, akit a professzor által készített elektronium sapka tett intelligenssé. Fry hamarosan riválisként tekint Guenterre, és megalázza őt a szülői fogadáson azzal, hogy kiszabadítja a majom vad, ösztönös szüleit, amitől Guenter elbizonytalanodik jelenlegi életmódjával kapcsolatban. Guenter fokozatosan annyira stresszessé válik, hogy leveszi a sapkát és megszökik a marsi dzsungelbe. Fry, Leela és Botcsinálta megpróbálják rávenni, hogy döntsön az intelligens élet és a hagyományos majomélet között, ám Bender egy tutajverseny során véletlenül mindannyiukat elsodorja egy folyón. Guenter végül egy vízesés szélénél megmenti őket, majd lezuhan a szikláról, de az intelligenciát biztosító sapka tompítja az esést. A sapka ezután csak félgőzzel működik, így Guenter közepes intelligenciájúvá válik és végre elégedett lesz önmagával. |     |                                                                 |                                |                                 |                                       |               |
| 12. | 12. | Támadnak az idegenek (When Aliens Attack)                       | Brian Sheesley                 | Ken Keeler                      | 1999. november 7. 2002. február 3.    | 1ACV12        |
| A Földet megtámadják az Omicron Persei 8 bolygóról érkező idegenek, akik látszólag azt követelik, hogy a bolygó adja ki az elnökét. Kiderül azonban, hogy nem a valódi elnökre gondolnak, hanem egy 20. századi tévéműsor, a Szingli ügyvédnő főszereplőjére, amelynek utolsó epizódját anno félbeszakította egy baleset: Fry 1999-ben véletlenül sört öntött az adóállomás vezérlőpultjára. Mivel az epizódnak nem maradt fenn egyetlen példánya sem, a Bolygó Expressz legénységének újra kell játszania az egészet. Az így készült változat kezdetleges és ügyetlen, de Fry útmutatásával sikerül olyan befejezést kitalálniuk, amellyel az Omicroniak elégedettek, így végül távoznak a részben elpusztított Földről. |     |                                                                 |                                |                                 |                                       |               |
| 13. | 13. | Szlopagyártás Szlopacséknál (Fry & The Slurm Factory)           | Ron Hughart                    | Lewis Morton                    | 1999. november 14. 2002. február 10.  | 1ACV13        |
| Fry megnyer egy nyereményjátékot, amelynek jutalma, hogy a Bolygó Expressz legénységével együtt ellátogathat kedvenc üdítőitala, a Szlopa gyárába. A gyárlátogatás során Fry, Leela és Bender véletlenül eljutnak a létesítmény rejtett, titkos részébe, ahol megdöbbentő felfedezést tesznek: a Szlopa valójában egy óriási féreg, a Szlopa királynő váladéka, és az egész ital csak egy pénzszerző átverés része. Amikor a Szlopa királynő rajtakapja őket, megpróbálja elhallgattatni a triót, mert fél, hogy ha a titok kiderül, a vállalata összeomlik. Fryéknek sikerül elmenekülniük, de Fry képtelen lemondani imádott italáról, még annak undorító eredete ellenére is. Végül a Bolygó Expressz csapata úgy dönt, hogy titokban tartják az egész ügyet. |     |                                                                 |                                |                                 |                                       |               |

### Második évad (1999–2000)
| Sor. | Év. | Cím                                                                                       | Rendező                    | Író                                       | Premier                              | Gyártási szám |
| --- | --- | ----------------------------------------------------------------------------------------- | -------------------------- | ----------------------------------------- | ------------------------------------ | ------------- |
| 14. | 1.  | Bender érző lélek (I Second That Emotion)                                                 | Mark Ervin                 | Patric M. Verrone                         | 1999. november 21. 2002. február 17. | 2ACV01        |
| Egyszemű születésnapi buliján Bender egyre idegesebb lesz amiatt, hogy alig figyel rá valaki, ezért lehúzza Egyszeműt a vécén. A kétségbeesett Leela azt kívánja, bárcsak Bender megértené az emberi érzelmeket, így Botcsinálta professzor beültet neki egy empátiachipet, amelynek segítségével pontosan azt érzi, amit Leela. Leela bánata Egyszemű elvesztése miatt azonban túl nagy teher lesz Bender számára, ezért ő maga is lehúzza magát a vécén, hogy megkeresse és megmentse Egyszeműt a csatornarendszerben. Fry és Leela követik Bentert, és találkoznak egy csatornamutáns közösséggel, akik rettegnek egy El Marovitcki nevű szörnyetegtől, és azt hiszik, hogy az valójában Egyszemű. Egyszemű épségben előkerül, de kiderül, hogy nem ő a szörny, amely vele együtt jelenik meg. Bender megpróbál harcolni El Marovitcki ellen, de Leela félelme Egyszemű biztonságáért megbénítja, ezért ráveszi Leelát, hogy inkább csak saját magára gondoljon. Ez erőt ad Bendernek, hogy elűzze a szörnyet. Később eltávolítják Bender empátiachipsét, bár Leela rájön, hogy néha jobb olyan lenni, mint Bender, mint túl kedvesnek lenni. |     |                                                                                           |                            |                                           |                                      |               |
| 15. | 2.  | Brannigan ha beindul (Brannigan, Begin Again)                                             | Jeffrey Lynch              | Lewis Morton                              | 1999. november 28. 2002. február 24. | 2ACV02        |
| Zapp Brannigan és beosztottja, Kif hadbíróság elé kerülnek, majd becstelenül leszerelik őket, miután megsemmisítik az új DOOP-főhadiszállást. Munka nélkül maradva Zapp és Kif a Bolygó Expressznél helyezkednek el. Egy küldetés során Zapp kihasználja, hogy Leela keményen bánik Fry-jal és Benderrel, és ráveszi őket, hogy lázadjanak fel, így megtámadhat egy semleges bolygót, abban a reményben, hogy ezzel visszaveszik a DOOP-ba. Fry és Bender azonban rájönnek, hogy a terv valójában öngyilkos küldetés, ezért kiszabadítják Leelát, és meghiúsítják Zapp tervét. Később Zapp megpróbálja magának vindikálni a Bolygó Expressz legénységének hőstettét, és őt, valamint Kifet visszahelyezik a DOOP-ba, miután Leela támogatja a vallomását, hogy így távol tartsa magától Zappot. |     |                                                                                           |                            |                                           |                                      |               |
| 16. | 3.  | Szavazásra fel! (A Head in the Polls)                                                     | Bret Haaland               | J. Stewart Burns                          | 1999. december 12. 2002. március 3.  | 2ACV03        |
| Miután a titán ára az egekbe szökik, Bender elzálogosítja titánban gazdag testét. Mivel így már csak egy fejként létezik, fényűző életet kezd élni, egészen addig, amíg össze nem találkozik Richard Nixon egykori elnök fejével, aki elárulja neki, hogy fejként élni valójában nyomasztó. Bender úgy dönt, visszavásárolja a testét, ám kiderül, hogy Nixon már megvette, hogy részt vehessen a Föld elnöki választási versenyében. Fry, Leela és Bender szembeszállnak Nixonnal Bender teste miatt, mire Nixon őrült monológba kezd gonosz jövőbeli terveiről a Földdel kapcsolatban, amit Bender felvesz, majd zsarolásként felhasználva visszaszerzi a testét. A három barát azt hiszi, legyőzték Nixont, ám mivel Leela elfelejtett szavazni, Nixon egyetlen szavazattal győz, miután megszerzett magának egy új, hatalmas harci robottestet. |     |                                                                                           |                            |                                           |                                      |               |
| 17. | 4.  | Karácsonyi történet (Xmas Story)                                                          | Peter Avanzino             | David X. Cohen                            | 1999. december 19. 2002. március 10. | 2ACV04        |
| Fry honvágya támad az első, 31. századi karácsonyán, amelyet „Dec kettő négynek” neveznek. Érzéketlen panaszkodásával megbántja Leelát, akinek nincs családja, akivel együtt ünnepelhetne, ezért a lány sírva elfut. Fry elindul, hogy vegyen Leelának egy ajándékot bocsánatkérésként, de a többiek figyelmeztetik, hogy napnyugtáig térjen vissza, különben összetalálkozik Robot Mikulással, egy gyilkos robottal, aki mindenkit megöl, akit „rossznak” ítél, ami gyakorlatilag mindenki. Fry megtalálja Leelát, és kibékülnek, de későre jár, és hazafelé megtámadja őket Robot Mikulás. A robot megpróbál betörni az épületbe, de mindenki összefog, hogy elűzze. Végül mindenki megünnepli a győzelmet Robot Mikulás felett, aki azzal fenyeget, hogy a következő Dec kettő négykor visszatér. |     |                                                                                           |                            |                                           |                                      |               |
| 18. | 5.  | Miért vagyok én egy felgerjedt rák? (Why Must I Be a Crustacean in Love?)                 | Brian Sheesley             | Eric Kaplan                               | 2000. február 6. 2002. március 17.   | 2ACV05        |
| Zoidberg legutóbbi agresszív viselkedése arra utal, hogy fajánál elérkezett a párzási időszak. Zoidberg a legénységgel együtt hazautazik szülőbolygójára, a Decapod 10-re, hogy részt vegyen a párzási őrületben, ám erotikus bemutatója nem vonz egyetlen párt sem, köztük egy nőstény decapodiánt és egy régi ismerősét, Ednát sem. Fry megtanítja Zoidberget, hogyan nyerje el Edna szívét romantikával, de a nő inkább Fry iránt kezd vonzódni, miután megtudja, hogy ő áll Zoidberg udvarlási próbálkozásai mögött. Feldühödve Zoidberg párbajra hívja Fry-t Edna kegyeiért, ám a többi decapodián félúton otthagyja a küzdelmet, hogy részt vegyen a párzási őrületben, köztük Edna is, aki végül a decapodián királlyal párosodik. Miután lemaradt a párzási őrületről, Zoidberg elárulja, hogy minden résztvevő meghal a tojásrakás után, és bocsánatot kér Fry-tól. |     |                                                                                           |                            |                                           |                                      |               |
| 19. | 6.  | Melyik a kisebbik rossz? (The Lesser of Two Evils)                                        | Chris Sauve                | Eric Horsted                              | 2000. február 20. 2002. március 31.  | 2ACV06        |
| A Bolygó Expressz legénysége találkozik egy másik hajlítógéppel, Flexóval, aki feltűnően hasonlít Benderre, azzal a különbséggel, hogy kecskeszakálla van. Bender és Flexo összebarátkoznak, de Fry gyanakodni kezd, hogy Flexo Bender gonosz ikertestvére. Flexo csatlakozik a legénységhez, amikor azok a Miss Universe szépségversenyre tartanak, hogy segítsen őrizni egy értékes Jumbonium-atomot. Amikor azonban megérkeznek a versenyre, az atom eltűnik, és Fry azonnal Flexóra gyanakszik. Bender összeverekszik Flexóval, hogy megállítsa, mígnem kiderül, hogy valójában Bender lopta el az atomot. Az atomot végül visszaszerzik, de Flexót véletlenül börtönbe zárják Bender bűnéért. |     |                                                                                           |                            |                                           |                                      |               |
| 20. | 7.  | Simulj hozzám, édes! (Put Your Head on My Shoulders)                                      | Chris Loudon               | Ken Keeler                                | 2000. február 13. 2002. március 24.  | 2ACV07        |
| Fry elkíséri Amyt, hogy kipróbálják az újonnan vásárolt autóját a Merkúron. Amikor az autó kifogy a benzinből, kettesben töltenek időt, egymás karjaiban, miközben várják a vontatót, és elkezdenek randizni. Ahogy közeledik a Valentin-nap, Fry kezdi fojtogatónak érezni Amy ragaszkodását, és szakítani akar vele, ám még mielőtt megtehetné, autóbalesetet szenvednek, amely majdnem az életébe kerül. Fry teste súlyosan megsérül, így a fejét ideiglenesen Amy vállára ültetik át, hogy életben maradjon. Fry ennek ellenére szakít Amyvel, amikor visszatérnek a Földre, ezért a lány egy újabb randit szervez, amelyen Fry kénytelen részt venni. Mielőtt Fry akaratlanul is intim kapcsolatba kerülne Amy új barátjával, Leela megmenti őt azzal, hogy elhúzza a beszélgetést és lemondja az esti programjukat. Másnap Fry fejét visszahelyezik a megjavított testére, és ő, valamint Amy továbbra is barátok maradnak. |     |                                                                                           |                            |                                           |                                      |               |
| 21. | 8.  | Dühöngő Bender (Raging Bender)                                                            | Ron Hughart                | Lewis Morton                              | 2000. február 27. 2002. április 7.   | 2ACV08        |
| Bender véletlenül legyőz egy robotboksz-bajnokot, és felveszik az Robot Harcosok Ligájába. Leela beleegyezik, hogy edzi Bendert, hogy ezzel visszavághasson régi, szexista harcművészet-oktatójának, Fnognak. Bender egyre népszerűbb lesz minden megnyert meccsével, amelyekről kiderül, hogy mind el vannak csalva, emiatt elhanyagolja az edzést. Hamarosan azonban csökken a népszerűsége, és azt az utasítást kapja, hogy a következő meccsen adja fel a harcot egy Romboló nevű óriásrobot ellen. Leela csak akkor hajlandó segíteni, amikor megtudja, hogy az ellenfelet Fnog edzi. A meccs közben Leela felfedezi, hogy Destructor-t távirányítással Fnog irányítja, ezért összeverekszik vele és legyőzi. Bender megpróbálja kihasználni a helyzetet, hogy legyőzze Rombolót, de az ellenfél rázuhan, és így Bender végül elveszíti a mérkőzést. |     |                                                                                           |                            |                                           |                                      |               |
| 22. | 9.  | Küklopsz, vagy nem küklopsz? (A kicyclops Built for Two)                                  | Susan Dietter              | Eric Kaplan                               | 2000. március 19. 2002. április 14.  | 2ACV09        |
| Leela találkozik egy másik egyszeművel, Alcazarral, aki úgy tűnik, hogy a Küklópia bolygó pusztulása után az utolsó túlélő fajtagéntársa. Leela beköltözik Alcazar kastélyába, és elhatározza, hogy kötelessége vele együtt újjáépíteni civilizációjukat. Alcazar azonban idővel úgy kezdi kezelni, mint egy szolgát. Fry gyanakodni kezd Alcazárra, de mielőtt meggyőzhetné Leelát, a férfi megkéri a kezét, ő pedig igent mond. Az esküvő alatt Fry és Bender felfedezik, hogy a bolygón még négy másik kastély is van, mindegyikben egy másik idegennel, akinek Alcazar ugyanúgy megkérte a kezét, és mindegyikkel ugyanarra a napra tervez esküvőt. Fry leleplezi a titkot, mire az öt menyasszony összefog ellene, és rákényszerítik, hogy felfedje valódi alakját: egy alakváltó, bogárszerű idegent. Ahogy elhagyják Alcazar bolygóját, Leela azon kezd töprengeni, vajon mennyi esélye van megtalálni a bolygót, ahonnan származik. |     |                                                                                           |                            |                                           |                                      |               |
| 23. | 10. | Botcsinálta klónja (A Clone of My Own)                                                    | Rich Moore                 | Patric M. Verrone                         | 2000. április 9. 2002. április 28.   | 2ACV10        |
| Botcsinálta ünnepli a 150. születésnapját, de aggódni kezd amiatt, mi lesz a találmányaival, amikor ő már nem lesz. Ezért kinevezi utódjának egy klónját, Cubert Botcsináltát. Cubert azonban nem mutat érdeklődést a feltalálás iránt, és keményen kritizál minden ötletet és találmányt. Botcsinálta csalódottan hagy egy végrendeletet, amelyben felfedi, hogy valójában 160 éves, azaz azon a korban van, amikor az embereket egy nyugdíjszerű létesítménybe viszik, ahonnan soha nem térnek vissza. A legénység és Cubert megmenti Botcsináltát, amíg még eszméletlen, de a hajójuk fénysebességű motorjai megsérülnek. Cubert fejütése az akció során Botcsinálta tudását adja át neki a motorokról. A legénység biztonságosan visszatér a Földre, és Cubert közli Botcsináltával, hogy úgy döntött, követi „apja” nyomdokait. |     |                                                                                           |                            |                                           |                                      |               |
| 24. | 11. | Hogy szerezte vissza Hermes agglegénymivoltát? (How Hermes Requisitioned His Groove Back) | Mark Ervin                 | Bill Odenkirk                             | 2000. április 2. 2002. április 21.   | 2ACV11        |
| Amikor Hermes stresszoldó vakációra megy, a helyettes bürokrata, Morgan Traktor beleszeret Fry-ba. Bender azzal fenyegetőzik, hogy nyilvánosságra hozza a viszonyukat, de Morgan törli Bender memóriáját, és elrejti azt a hatalmas Központi Bürokráciában. |     |                                                                                           |                            |                                           |                                      |               |
| 25. | 12. | Az elsüllyedt város (The Deep South)                                                      | Bret Haaland               | J. Stewart Burns                          | 2000. április 16. 2002. május 5.     | 2ACV12        |
| Egy óceáni horgászkirándulás rosszra fordul, amikor egy hatalmas szájú sügér a tengerfenékre rántja a Bolygó Expressz hajót. Ott Fry beleszeret egy hosszú, szőke hajú sellőbe, Umbrellába, és a legénység felfedezi Georgia állam elsüllyedt városát, Atlantát. |     |                                                                                           |                            |                                           |                                      |               |
| 26. | 13. | Bender beáll közéjük (Bender Gets Made)                                                   | Peter Avanzino             | Eric Horsted                              | 2000. április 30. 2002. május 12.    | 2ACV13        |
| Bender új munkát vállal a Robotmaffiánál, de hűségét próbára teszik, amikor részt vesz a robot gengszterek Bolygó Expressz hajó kirablására irányuló akciójában. |     |                                                                                           |                            |                                           |                                      |               |
| 27. | 14. | Banyák napja (Mother's Day)                                                               | Brian Sheesley             | Lewis Morton                              | 2000. május 14. 2002. május 26.      | 2ACV14        |
| Mama újraprogramozza a világ összes robotját, hogy lázadjanak az emberiség ellen. Az egyetlen remény az üdvözülésre Mama régi szerelme, Botcsinálta professzor, aki kénytelen feléleszteni a románcot Mamával, hogy megmentse az emberiséget. |     |                                                                                           |                            |                                           |                                      |               |
| 28. | 15. | A farabol-ügy (The Problem with Popplers)                                                 | Chris Sauve és Gregg Vanzo | Darin Henry                               | 2000. május 7. 2002. május 19.       | 2ACV15        |
| A legénység egy távoli bolygón felfedez egy ellenállhatatlan ételforrást, és visszahozzák a Földre, hogy a Halas Joe étteremláncban árusítsák. Amikor azonban kiderül, hogy a „farabol” valójában Omicroni-bébik, az Omicroniak kártérítést követelnek. |     |                                                                                           |                            |                                           |                                      |               |
| 29. | 16. | Furcsaságok antológiája 1. (Anthology of Interest I)                                      | Peter Avanzino             | Eric Rogers, Ken Keeler és David X. Cohen | 2000. május 21. 2002. június 2.      | 2ACV16        |
| Botcsinálta professzor feltalál egy „Mi lenne, ha” gépet, amely képes szimulálni a Bolygó Expressz legénységének kívánságait: Bender azt kérdezi, mi lenne, ha 150 méter magas lenne; Leela azt, mi lenne, ha impulzívabb lenne; Fry pedig azt, mi lenne, ha sosem került volna a jövőbe. Bendert egy másik bolygón építik 150 méter magasra, majd a Földre érkezik, hogy pusztítást végezzen. A Bolygó Expressz csapat kétségbeesetten próbálja megállítani, ezért Zoidberget is 150 méteres óriássá alakítják, aki megküzd és végez Benderrel. Botcsinálta kijelenti Leelának, hogy ő lesz az utódja, mivel unalmas és kiszámítható. Leela hirtelen felindulásból megöli Botcsináltát és a Bolygó Expressz többi tagját Fry kivételével, akivel lefekszik, hogy csendben tartsa. Fry éppen elvéti a kriogenikus kapszulát, és egy féreglyukat fedez fel, amely elpusztítja a világegyetemet, ha ő nem utazik a jövőbe. Fry azonban széttöri a kapszulát, és ezzel előidézi a világegyetem végét. |     |                                                                                           |                            |                                           |                                      |               |
| 30. | 17. | A háború H betűs szó (War Is the H-Word)                                                  | Ron Hughart                | Eric Horsted                              | 2000. november 26. 2008. május 10.   | 2ACV17        |
| Fry és Bender csatlakoznak a földi hadsereghez, hogy megkapják a katonai kedvezményt a közeli éjjel-nappali boltban, ám váratlanul egy háború közepébe sodródnak, amikor bevetik őket egy bolygó ellen, amelyet gumilabdaszerű idegenek laknak. Leela titokban szintén besorozza magát – álcázva – hogy vigyázzon a barátaira, miközben a háború őrülete mindhármukat próbára teszi. |     |                                                                                           |                            |                                           |                                      |               |
| 31. | 18. | A dudálás (The Honking)                                                                   | Susie Dietter              | Ken Keeler                                | 2000. november 5. 2008. május 17.    | 2ACV18        |
| Bender elhunyt nagybátyja, Vladimir birtokán járva egy vérszomjas „vérbarkas” elgázolja, és ezzel örökli az átkot. Bender időről időre átalakul gyilkos autóvá, és egyre veszélyesebb lesz barátaira. Az egyetlen mód, hogy megállítsák a végzetes átváltozásokat, ha felkutatják és elpusztítják az eredeti vérbarkas, a halálos Sátán Project. |     |                                                                                           |                            |                                           |                                      |               |
| 32. | 19. | A fagyasztott nő (The Cryonic Woman)                                                      | Mark Ervin                 | J. Stewart Burns                          | 2000. december3. 2008. május 17.     | 2ACV19        |
| Fry, Leela és Bender egy balszerencsés baleset után elveszítik állásukat a Bolygó Expressznél. Mivel a karrier-chipjeiket összekeverik, Fry az Applied Cryogenics új pályaorientációs tanácsadója lesz, ahol ismét találkozik régi barátnőjével, a 20. századból származó Michelle-lel. A váratlan találkozás újra fellobbantja a kapcsolatukat, ám Michelle radikális ötletei miatt Fry ismét nehéz döntések elé kerül. |     |                                                                                           |                            |                                           |                                      |               |

### Harmadik évad (2000–2001)
| Sor. | Év. | Cím                                                             | Rendező              | Író                                                        | Premier                            | Gyártási szám |
| --- | --- | --------------------------------------------------------------- | -------------------- | ---------------------------------------------------------- | ---------------------------------- | ------------- |
| 33. | 1.  | Rosszkedvű amazonok (Amazon Women in the Mood)                  | Brian Sheesley       | Lewis Morton                                               | 2001. február 4. 2008. május 18.   | 3ACV01        |
| Egy páros randi Kif, Amy, Zapp és Leela számára katasztrófába torkollik, amikor az űrben keringő éttermük lezuhan az Amazonia bolygóra. A bolygó hatalmas termetű női lakói fogságba ejtik a férfiakat, és az omniscienst Nőputer elé viszik őket, aki Fry, Zapp és Kif halálát rendeli el „snu-snu” (szex) által.                                                                                              |     |                                                                 |                      |                                                            |                                    |               |
| 34. | 2.  | Elveszett élősködők (Parasites Lost)                            | Peter Avanzino       | Eric Kaplan                                                | 2001. január 21. 2008. május 17.   | 3ACV02        |
| Amikor Fry-t élősködő férgek fertőzik meg, amelyek erősebbé és okosabbá teszik, végre megtalálja a tökéletes módját annak, hogy kinyilvánítsa érzéseit Leela felé. Eközben a legénység többi tagja egy Fantaztikus utazás-szerű kalandra indul Fry testébe, hogy kiirtsák a férgeket. |     |                                                                 |                      |                                                            |                                    |               |
| 35. | 3.  | Mese a két Mikulásról (A Tale of Two Santas)                    | Ron Hughart          | Bill Odenkirk                                              | 2001. december 23. 2008. június 8. | 3ACV03        |
| 36. | 4.  | A Fry-ok szerencséje (The Luck of the Fryrish)                  | Chris Loudon         | Ron Weiner                                                 | 2001. március 11. 2008. május 31.  | 3ACV04        |
| 37. | 5.  | Jégkatraz madárrobota (The Birdbot of Ice-Catraz)               | James Purdum         | Dan Vebber                                                 | 2001. március 4. 2008. május 25.   | 3ACV05        |
| Egy józan Bender lezuhan egy sötét anyag-szállító tankerrel a Pluton, ezzel veszélybe sodorva a közeli pingvinrezervátumot. Leela részt vesz a takarításban, ám amikor a pingvinek féktelen szaporodásba kezdenek, drasztikus lépéseket kell tenni az állomány ritkítására. Eközben Bender elveszíti emlékezetét, és maga is pingvinné válik                                                                    |     |                                                                 |                      |                                                            |                                    |               |
| 38. | 6.  | Hajlíthatatlan szerelem (Bendless Love)                         | Swinton O. Scott III | Eric Horsted                                               | 2001. február 11. 2008. május 24.  | 3ACV06        |
| Bender hajthatatlan kényszere a hajlításra arra készteti Botcsinálta professzort, hogy munkába küldje egy acélgyárba sztrájk idején, ahol sztrájktörőként dolgozik. Ott beleszeret egy csinos nőrobotba, Angleyne-be. Ám Bender régi riválisa, Flexo, valamint a Robotmaffia közbelépése fenyegeti, hogy keresztbe tesz a dolgoknak.                                                                            |     |                                                                 |                      |                                                            |                                    |               |
| 39. | 7.  | A nap, amikor a Föld elhülyült (The Day the Earth Stood Stupid) | Mark Ervin           | Jeff Westbrook és David X. Cohen                           | 2001. február 18. 2008. május 24.  | 3ACV07        |
| A Földet szuperintelligens repülő agyak szállják meg, amelyek elszívják az emberek értelmét. Leelát elviszik Nibbler szülőbolygójára, Eterniumra, ahol a Nibbloniánok elmagyarázzák, hogy egyetlen ember immunis az agyak erejére, Fry. |     |                                                                 |                      |                                                            |                                    |               |
| 40. | 8.  | Ez szóRÁKoztató (That's Lobstertainment!)                       | Bret Haaland         | Patric M. Verrone                                          | 2001. február 25. 2008. május 25.  | 3ACV08        |
| Dr. Zoidberg újra találkozik nagybátyjával, a némafilm-hologram sztár Harold Zoiddal, és ketten együtt elhatározzák, hogy filmet készítenek. A főszerepre a hirtelen haragú Calculont szerződtetik, aki Oscart követel az alakításáért, ám a film nem arat sikert a közönség körében. Eközben Fry és Leela a Bolygó Expressz hajóban ragadnak, amely a film premierjének éjszakáján egy kátránygödörbe süllyed. |     |                                                                 |                      |                                                            |                                    |               |
| 41. | 9.  | Kiber házirend (The Cyber House Rules)                          | Susie Dietter        | Lewis Mortonap                                             | 2002. április 1. 2008. május 31.   | 3ACV09        |
| 42. | 10. | Hová ment a csorda? (Where the Buggalo Roam)                    | Patty Shinagawa      | J. Stewart Burns                                           | 2002. március 3. 2008. június 21.  | 3ACV10        |
| 43. | 11. | Őrület a szuperszámítógépben (Insane in the Mainframe)          | Peter Avanzino       | Bill Odenkirk                                              | 2002. április 8. 2008. június 1.   | 3ACV11        |
| 44. | 12. | Minden gonosz útja (The Route of All Evil)                      | Brian Sheesley       | Dan Vebber                                                 | 2002. december 8. 2008. július 5.  | 3ACV12        |
| 45. | 13. | Elhajlította a szél (Bendin' in the Wind)                       | Ron Hughart          | Eric Horsted                                               | 2002. április 22. 2008. június 1.  | 3ACV13        |
| 46. | 14. | Időzavar (Time Keeps On Slippin')                               | Chris Loudon         | Ken Keeler                                                 | 2002. május 6. 2008. június 7.     | 3ACV14        |
| 47. | 15. | Ne vegyél el robotot! (I Dated a Robot)                         | James Purdum         | Eric Kaplan                                                | 2002. május 13. 2008. június 7.    | 3ACV15        |
| 48. | 16. | Leela, a vesztes (A Leela of Her Own)                           | Swinton O. Scott III | Patric M. Verrone                                          | 2002. április 7. 2008. június 28.  | 3ACV16        |
| 49. | 17. | Egy emlékezetes fáraó (A Pharaoh to Remember)                   | Mark Ervin           | Ron Weiner                                                 | 2002. március 10. 2008. június 21. | 3ACV17        |
| 50. | 18. | Furcsaságok antológiája 2. (Anthology of Interest II)           | Bret Haaland         | Lewis Morton, David X. Cohen, Jason Gorbett és Scott Kirby | 2002. január 6. 2008. június 14.   | 3ACV18        |
| 51. | 19. | Minden jó, ha a vége jó (Roswell That Ends Well)                | Rich Moore           | J. Stewart Burns                                           | 2001. december 9. 2008. június 8.  | 3ACV19        |
| 52. | 20. | Nagymenők (Godfellas)                                           | Susie Dietter        | Ken Keeler                                                 | 2002. március 17. 2008. június 22. | 3ACV20        |
| 53. | 21. | Jövő tőzsde (Future Stock)                                      | Brian Sheesley       | Aaron Ehasz                                                | 2002. március 31. 2008. június 22. | 3ACV21        |
| 54. | 22. | A 30%-os acél séf (The 30% Iron Chef)                           | Ron Hughart          | Jeff Westbrook                                             | 2002. április 14. 2008. június 28. | 3ACV22        |

### Negyedik évad (2001–2002)
| Sor. | Év. | Cím                                                                         | Rendező              | Író               | Premier                              | Gyártási szám |
| ---- | --- | --------------------------------------------------------------------------- | -------------------- | ----------------- | ------------------------------------ | ------------- |
| 55.  | 1.  | Kif félresikeredett felcsinálása (Kif Gets Knocked Up a Notch)              | Wes Archer           | Bill Odenkirk     | 2003. január 12. 2008. július 6.     | 4ACV01        |
| 56.  | 2.  | Leela hazája (Leela's Homeworld)                                            | Mark Ervin           | Kristin Gore      | 2002. február 17. 2008. június 15.   | 4ACV02        |
| 57.  | 3.  | Szerelem, rakéták (Love and Rocket)                                         | Brian Sheesley       | Dan Vebber        | 2002. február 10. 2008. június 14.   | 4ACV03        |
| 58.  | 4.  | Kevesebb, mint hős (Less Than Hero)                                         | Susie Dietter        | Ron Weiner        | 2003. március 2. 2008. július 12.    | 4ACV04        |
| 59.  | 5.  | A szabadság íze (A Taste of Freedom)                                        | James Purdum         | Eric Horsted      | 2002. december 22. 2008. július 6.   | 4ACV05        |
| 60.  | 6.  | Bendert nem szabadna beengedni a TV-be (Bender Should Not Be Allowed on TV) | Ron Hughart          | Lewis Morton      | 2003. augusztus 3. 2008. július 26.  | 4ACV06        |
| 61.  | 7.  | Jurassic vakk (Jurassic Bark)                                               | Swinton O. Scott III | Eric Kaplan       | 2002. november 17. 2008. július 5.   | 4ACV07        |
| 62.  | 8.  | Globális felmelegedés (Crimes of the Hot)                                   | Peter Avanzino       | Aaron Ehasz       | 2002. november 10. 2008. június 29.  | 4ACV08        |
| 63.  | 9.  | Tinédzser mutáns Leela akadályai (Teenage Mutant Leela's Hurdles)           | Bret Haaland         | Jeff Westbrook    | 2003. március 30. 2008. július 12.   | 4ACV09        |
| 64.  | 10. | Miért Fry? (The Why of Fry)                                                 | Wes Archer           | David X. Cohen    | 2003. április 6. 2008. július 13.    | 4ACV10        |
| 65.  | 11. | Ahová rajongó még nem merészkedett (Where No Fan Has Gone Before)           | Patty Shinagawa      | David A. Goodman  | 2002. április 21. 2008. június 29.   | 4ACV11        |
| 66.  | 12. | A szúrás (The Sting)                                                        | Brian Sheesley       | Patric M. Verrone | 2003. június 1. 2008. július 13.     | 4ACV12        |
| 67.  | 13. | Hajlítsd a nőt (Bend Her)                                                   | James Purdum         | Michael Rowe      | 2003. július 20. 2008. július 20.    | 4ACV13        |
| 68.  | 14. | Ósdi mese (Obsoletely Fabulous)                                             | Dwayne Carey-Hill    | Dan Vebber        | 2003. július 27. 2008. július 26.    | 4ACV14        |
| 69.  | 15. | A Farnsworth paradoboz (The Farnsworth Parabox)                             | Ron Hughart          | Bill Odenkirk     | 2003. június 8. 2008. július 19.     | 4ACV15        |
| 70.  | 16. | 300 nagyfiú (Three Hundred Big Boys)                                        | Swinton O. Scott III | Eric Kaplan       | 2003. június 15. 2008. július 19.    | 4ACV16        |
| 71.  | 17. | Orr vadászok (Spanish Fry)                                                  | Peter Avanzino       | Ron Weiner        | 2003. július 13. 2008. július 20.    | 4ACV17        |
| 72.  | 18. | A tétlen kéz az ördög játékszere (The Devil's Hands Are Idle Playthings)    | Bret Haaland         | Ken Keeler        | 2003. augusztus 10. 2008. július 27. | 4ACV18        |

### Ötödik évad (2008–2009)
| Sor. | Év. | Cím                                                      | Rendező           | Író                            | Premier                                | Gyártási szám |
| ---- | --- | -------------------------------------------------------- | ----------------- | ------------------------------ | -------------------------------------- | ------------- |
| 73.  | 1.  | Bender nagy fogása (Bender's Big Score)                  | Dwayne Carey-Hill | Ken Keeler és David X. Cohen   | 2008. március 23. 2010. november 16.   | 5ACV01        |
| 74.  | 2.  | Bender nagy fogása (Bender's Big Score)                  | Dwayne Carey-Hill | Ken Keeler és David X. Cohen   | 2008. március 23. 2010. november 17.   | 5ACV02        |
| 75.  | 3.  | Bender nagy fogása (Bender's Big Score)                  | Dwayne Carey-Hill | Ken Keeler és David X. Cohen   | 2008. március 23. 2010. november 18.   | 5ACV03        |
| 76.  | 4.  | Bender nagy fogása (Bender's Big Score)                  | Dwayne Carey-Hill | Ken Keeler és David X. Cohen   | 2008. március 23. 2010. november 19.   | 5ACV04        |
| 77.  | 5.  | A millióhátú szörnyeteg (The Beast with a Billion Backs) | Peter Avanzino    | Eric Kaplan és David X. Cohen  | 2008. október 19. 2010. november 20.   | 5ACV05        |
| 78.  | 6.  | A millióhátú szörnyeteg (The Beast with a Billion Backs) | Peter Avanzino    | Eric Kaplan és David X. Cohen  | 2008. október 19. 2010. november 21.   | 5ACV06        |
| 78.  | 7.  | A millióhátú szörnyeteg (The Beast with a Billion Backs) | Peter Avanzino    | Eric Kaplan és David X. Cohen  | 2008. október 19. 2010. november 22.   | 5ACV07        |
| 80.  | 8.  | A millióhátú szörnyeteg (The Beast with a Billion Backs) | Peter Avanzino    | Eric Kaplan és David X. Cohen  | 2008. október 19. 2010. november 23.   | 5ACV08        |
| 81.  | 9.  | Bender játéka (Bender's Game)                            | Dwayne Carey-Hill | Eric Horsted és David X. Cohen | 2009. április 26. 2010. november 24.   | 5ACV09        |
| 82   | 10. | Bender játéka (Bender's Game)                            | Dwayne Carey-Hill | Eric Horsted és David X. Cohen | 2009. április 26. 2010. november 25.   | 5ACV10        |
| 83   | 11. | Bender játéka (Bender's Game)                            | Dwayne Carey-Hill | Eric Horsted és David X. Cohen | 2009. április 26. 2010. november 26.   | 5ACV11        |
| 84.  | 12. | Bender játéka (Bender's Game)                            | Dwayne Carey-Hill | Eric Horsted és David X. Cohen | 2009. április 26. 2010. november 27.   | 5ACV12        |
| 85.  | 13. | Irány a vad zöld csoda! (Into the Wild Green Yonder)     | Peter Avanzino    | Ken Keeler és David X. Cohen   | 2009. augusztus 30. 2010. november 28. | 5ACV13        |
| 86.  | 14. | Irány a vad zöld csoda! (Into the Wild Green Yonder)     | Peter Avanzino    | Ken Keeler                     | 2009. augusztus 30. 2010. november 29. | 5ACV14        |
| 87.  | 15. | Irány a vad zöld csoda! (Into the Wild Green Yonder)     | Peter Avanzino    | Ken Keeler                     | 2009. augusztus 30. 2010. november 30. | 5ACV15        |
| 88.  | 16. | Irány a vad zöld csoda! (Into the Wild Green Yonder)     | Peter Avanzino    | Ken Keeler és David X. Cohen   | 2009. augusztus 30. 2010. december 1.  | 5ACV16        |

### Hatodik évad (2010–2011)
| Sor. | Év. | Cím                                                               | Rendező                  | Író                              | Premier                               | Gyártási szám |
| ---- | --- | ----------------------------------------------------------------- | ------------------------ | -------------------------------- | ------------------------------------- | ------------- |
| 89.  | 1.  | Újjászületés (Rebirth)                                            | Frank Marino             | David X. Cohen és Matt Groening  | 2010. június 24. 2011. november 6.    | 6ACV01        |
| 90.  | 2.  | La-la-Leela (In-A-Gadda-Da-Leela)                                 | Dwayne Carey-Hill        | Carolyn Premish és Matt Groening | 2010. június 24. 2011. november 13.   | 6ACV02        |
| 91.  | 3.  | A gyilkos app támadása (Attack of the Killer App)                 | Stephen Sandoval         | Patric M. Verrone                | 2010. július 1. 2011. november 20.    | 6ACV03        |
| 92.  | 4.  | Végtelen ajánlat (Proposition Infinity)                           | Crystal Chesney-Thompson | Michael Rowe                     | 2010. július 8. 2011. november 27.    | 6ACV04        |
| 93.  | 5.  | A Jaj-da-Vinci kód (The Duh-Vinci Code)                           | Raymie Muzquiz           | Maiya Williams                   | 2010. július 15. 2011. december 4.    | 6ACV05        |
| 94.  | 6.  | Halálos vizsgálat (Lethal Inspection)                             | Ray Claffey              | Eric Horsted                     | 2010. július 22. 2011. december 11.   | 6ACV06        |
| 95.  | 7.  | A néhai Pihilip J. Fry (The Late Philip J. Fry)                   | Peter Avanzino           | Lewis Morton                     | 2010. július 29. 2011. december 18.   | 6ACV07        |
| 96.  | 8.  | Átkozott macskák! (That Darn Katz!)                               | Frank Marino             | Josh Weinstein                   | 2010. augusztus 5. 2012. január 1.    | 6ACV08        |
| 97.  | 9.  | Mechanikus megoldás (A Clockwork Origin)                          | Dwayne Carey-Hill        | Dan Vebber                       | 2010. augusztus 12. 2012. január 8.   | 6ACV09        |
| 98.  | 10. | Benda foglya (The Prisoner of Benda)                              | Stephen Sandoval         | Ken Keeler                       | 2010. augusztus 19. 2012. január 15.  | 6ACV10        |
| 99.  | 11. | Kibékíthetetlrrren ellendndtétek (Lrrreconcilable Ndndifferences) | Crystal Chesney-Thompson | Patric M. Verrone                | 2010. augusztus 26. 2012. január 22.  | 6ACV11        |
| 100. | 12. | A mutánsok lázadása (The Mutants Are Revolting)                   | Raymie Muzquiz           | Eric Horsted                     | 2010. szeptember 2. 2012. január 29.  | 6ACV12        |
| 101. | 13. | Ünnepi különkiadás (The Futurama Holiday Spectacular)             | Ray Claffey              | Michael Rowe                     | 2010. november 21. 2011. december 25. | 6ACV13        |
| 102. | 14. | A bilincsek hallgatnak (The Silence of the Clamps)                | Frank Marino             | Eric Rogers                      | 2011. július 14. 2012. március 11.    | 6ACV14        |
| 103. | 15. | A möbius bálna (Möbius Dick)                                      | Dwayne Carey-Hill        | Dan Vebber                       | 2011. augusztus 4. 2012. április 1.   | 6ACV15        |
| 104. | 16. | Esküdt orákulumok (Law and Oracle)                                | Stephen Sandoval         | Josh Weinstein                   | 2011. július 7. 2012. március 4.      | 6ACV16        |
| 105. | 17. | Benderama (Benderama)                                             | Crystal Chesney-Thompson | Aaron Ehasz                      | 2011. június 23. 2012. február 12.    | 6ACV17        |
| 106. | 18. | A Zoidberg csúcsa (The Tip of the Zoidberg)                       | Raymie Muzquiz           | Ken Keeler                       | 2011. augusztus 18. 2012. április 15. | 6ACV18        |
| 107. | 19. | Szellem a gépben (Ghost in the Machines)                          | Ray Claffey              | Patric M. Verrone                | 2011. június 30. 2012. február 26.    | 6ACV19        |
| 108. | 20. | Neutópia (Neutopia)                                               | Edmund Fong              | J. Stewart Burns                 | 2011. június 23. 2012. február 19.    | 6ACV20        |
| 109. | 21. | Hé Leela Leela (Yo Leela Leela)                                   | Frank Marino             | Eric Horsted                     | 2011. július 21. 2012. március 18.    | 6ACV21        |
| 110. | 22. | Fry tojása (Fry Am the Egg Man)                                   | Dwayne Carey-Hill        | Michael Rowe                     | 2011. augusztus 11. 2012. április 8.  | 6ACV22        |
| 111. | 23. | Az elnök összes feje (All the Presidents' Heads)                  | Stephen Sandoval         | Josh Weinstein                   | 2011. július 28. 2012. március 25.    | 6ACV23        |
| 112. | 24. | Náthaharcosok (Cold Warriors)                                     | Crystal Chesney-Thompson | Dan Vebberaug                    | 2011. augusztus 25. 2012. április 22. | 6ACV24        |
| 113. | 25. | Az óramutatón túl (Overclockwise)                                 | Raymie Muzquiz           | Ken Keeler                       | 2011. szeptember 1. 2012. április 29. | 6ACV25        |
| 114. | 26. | Reinkarnáció (Reincarnation)                                      | Peter Avanzino           | Aaron Ehasz                      | 2011. szeptember 8. 2012. május 6     | 6ACV26        |

### Hetedik évad (2012–2013)
| Sor. | Év. | Cím                                                           | Rendező                  | Író                                              | Premier                               | Gyártási szám |
| ---- | --- | ------------------------------------------------------------- | ------------------------ | ------------------------------------------------ | ------------------------------------- | ------------- |
| 115. | 1.  | Robotok és méhek (The Bots and the Bees)                      | Stephen Sandoval         | Eric Horsted                                     | 2012. június 20. 2017. április 7.     | 7ACV01        |
| 116. | 2.  | Búcsú a fegyverektől (A Farewell to Arms)                     | Raymie Muzquiz           | Josh Weinstein                                   | 2012. június 20. 2017. április 10.    | 7ACV02        |
| 117. | 3.  | Döntés 3012 (Decision 3012)                                   | Dwayne Carey-Hill        | Patric M. Verrone                                | 2012. június 27. 2017. április 11.    | 7ACV03        |
| 118. | 4.  | A bighead tolvaj (The Thief of Baghead)                       | Edmund Fong              | Dan Vebber                                       | 2012. július 4. 2017. április 12.     | 7ACV04        |
| 119. | 5.  | Zapp, a gyökér (Zapp Dingbat)                                 | Frank Marino             | Eric Rogers                                      | 2012. július 11. 2017. április 13.    | 7ACV05        |
| 120. | 6.  | A pillangócucc-hatás (The Butterjunk Effect)                  | Crystal Chesney-Thompson | Michael Rowe                                     | 2012. július 18. 2017. április 14.    | 7ACV06        |
| 121. | 7.  | A hatmillió dolláros ember (The Six Million Dollar Mon)       | Peter Avanzino           | Ken Keeler                                       | 2012. július 25. 2017. április 17.    | 7ACV07        |
| 122. | 8.  | Buli a buciban (Fun on a Bun)                                 | Stephen Sandoval         | Dan Vebber                                       | 2012. augusztus 1. 2017. április 18.  | 7ACV08        |
| 123. | 9.  | A szabad akarat nyomában (Free Will Hunting)                  | Raymie Muzquiz           | David X. Cohen                                   | 2012. augusztus 8. 2017. április 19.  | 7ACV09        |
| 124. | 10. | Majdnemhalál-vágy (Near-Death Wish)                           | Edmund Fong              | Eric Horsted                                     | 2012. augusztus 15. 2017. április 20. | 7ACV10        |
| 125. | 11. | 31. századi róka (31st Century Fox)                           | Frank Marino             | Patric M. Verrone                                | 2012. augusztus 29. 2017. április 24. | 7ACV11        |
| 126. | 12. | Viva Mars Vegas (Viva Mars Vegas)                             | Crystal Chesney-Thompson | Josh Weinstein                                   | 2012. augusztus 22. 2017. április 21. | 7ACV12        |
| 127. | 13. | Naturama (Naturama)                                           | Ray Claffey              | Eric Rogers, Michael Saikin és Neil Mukhopadhyay | 2012. augusztus 29. 2017. április 25. | 7ACV13        |
| 128. | 14. | Negyven százalékos acélhad (Forty Percent Leadbelly)          | Stephen Sandoval         | Ken Keeler                                       | 2013. július 3. 2017. május 1.        | 7ACV14        |
| 129. | 15. | A kétdimenziós cilinder (2-D Blacktop)                        | Raymie Muzquiz           | Michael Rowe                                     | 2013. június 19. 2017. április 26.    | 7ACV15        |
| 130. | 16. | T., a földönbelüli (T.: The Terrestrial)                      | Lance Kramer             | Josh Weinstein                                   | 2013. június 26. 2017. április 28.    | 7ACV16        |
| 131. | 17. | Fry és Leela nagy kalandja (Fry and Leela's Big Fling)        | Edmund Fong              | Eric Rogers                                      | 2013. június 19. 2017. április 27.    | 7ACV17        |
| 132. | 18. | A nem emberi fáklya (The Inhuman Torch)                       | Frank Marino             | Dan Vebber                                       | 2013. július 10. 2017. május 2.       | 7ACV18        |
| 133. | 19. | Szombat reggeli móka (Saturday Morning Fun Pit)               | Crystal Chesney-Thompson | Patric M. Verrone                                | 2013. július 17. 2017. május 3.       | 7ACV19        |
| 134. | 20. | Calculon 2.0 (Calculon 2.0)                                   | Stephen Sandoval         | Lewis Morton                                     | 2013. július 24. 2017. május 4.       | 7ACV20        |
| 135. | 21. | Popó, gyere haza! (Assie Come Home)                           | Raymie Muzquiz           | Maiya Williams                                   | 2013. július 31. 2017. május 5.       | 7ACV21        |
| 136. | 22. | Leela és az égig érő gének (Leela and the Genestalk)          | Lance Kramer             | Eric Horsted                                     | 2013. augusztus 7. 2017. május 8.     | 7ACV22        |
| 137. | 23. | Dallamok harca (Game of Tones)                                | Edmund Fong              | Michael Rowe                                     | 2013. augusztus 14. 2017. május 9.    | 7ACV23        |
| 138. | 24. | Gyilkosság a Bolygó Expresszen (Murder on the Planet Express) | Frank Marino             | Lewis Morton                                     | 2013. augusztus 21. 2017. május 10.   | 7ACV24        |
| 139. | 25. | Szag és szagtalanság (Stench and Stenchibility)               | Crystal Chesney-Thompson | Eric Horsted                                     | 2013. augusztus 28. 2017. május 11.   | 7ACV25        |
| 140. | 26. | Mindeközben (Meanwhile)                                       | Peter Avanzino           | Ken Keeler                                       | 2013. szeptember 4. 2017. május 12.   | 7ACV26        |

### Nyolcadik évad (2023)
| Sor. | Év. | Cím                                                                         | Rendező                  | Író                       | Premier                          | Gyártási szám |
| ---- | --- | --------------------------------------------------------------------------- | ------------------------ | ------------------------- | -------------------------------- | ------------- |
| 141. | 1.  | A lehetetlen darálás (The Impossible Stream)                                | Peter Avanzino           | Patric M. Verrone         | 2023. július 24. (feliratos)     | 8ACV01        |
| 142. | 2.  | Egy kisebb mocsár gyermekei (Children of a Lesser Bog)                      | Edmund Fong              | Eric Horsted              | 2023. július 31. (feliratos)     | 8ACV02        |
| 143. | 3.  | Hogyan lett a Nyugat 1010001 (How the West Was 1010001)                     | James Kim                | Nona di Spargement        | 2023. augusztus 7. (feliratos)   | 8ACV03        |
| 144. | 4.  | Élősködők újratöltve (Parasites Regained)                                   | Corey Barnes             | Maiya Williams            | 2023. augusztus 14. (feliratos)  | 8ACV04        |
| 145. | 5.  | Az Ön által megtekintetthez hasonló termék (Related to Items You've Viewed) | Andrew Han               | David A. Goodman          | 2023. augusztus 21. (feliratos)  | 8ACV05        |
| 146. | 6.  | Tudom mit tettél jövő karácsonykor (I Know What You Did Next Xmas)          | Crystal Chesney-Thompson | Ariel Ladensohn           | 2023. augusztus 28. (feliratos)  | 8ACV06        |
| 147. | 7.  | A vakcina kiváltotta düh (Rage Against the Vaccine)                         | Edmund Fong              | Cody Ziglar               | 2023. szeptember 4. (feliratos)  | 8ACV07        |
| 148. | 8.  | A cancel culture eléri Zappet (Zapp Gets Canceled)                          | James Kim                | Shirin Najafi             | 2023. szeptember 11. (feliratos) | 8ACV08        |
| 149. | 9.  | A herceg és a termék (The Prince and the Product)                           | Corey Barnes             | Ari Kaplan és Eric Kaplan | 2023. szeptember 18. (feliratos) | 8ACV09        |
| 150. | 10. | Mindenre kiterjedően (All the Way Down)                                     | Ira Sherak               | David X. Cohen            | 2023. szeptember 25. (feliratos) | 8ACV10        |

### Kilencedik évad (2024)
| Sor. | Év. | Cím                                                                   | Rendező                  | Író                                               | Premier                          | Gyártási szám |
| ---- | --- | --------------------------------------------------------------------- | ------------------------ | ------------------------------------------------- | -------------------------------- | ------------- |
| 151. | 1.  | Az egyetlen amigo (The One Amigo)                                     | Andrew Han               | Eric Horsted                                      | 2024. július 29. (feliratos)     | 9ACV01        |
| 152. | 2.  | Gyerekjáték (Quids Game)                                              | Crystal Chesney-Thompson | Cody Ziglar                                       | 2024. augusztus 5. (feliratos)   | 9ACV02        |
| 153. | 3.  | Ideiglenes (The Temp)                                                 | Edmund Fong              | David A. Goodman                                  | 2024. augusztus 12. (feliratos)  | 9ACV03        |
| 154. | 4.  | A szépség és a bogár (Beauty and the Bug)                             | Corey Barnes             | Patric M. Verrone                                 | 2024. augusztus 19. (feliratos)  | 9ACV04        |
| 155. | 5.  | Az egyik szilícium, a másik arany (One Is Silicon and the Other Gold) | Ira Sherak               | Maiya Williams                                    | 2024. augusztus 26. (feliratos)  | 9ACV05        |
| 156. | 6.  | A ruhák támadása (Attack of the Clothes)                              | Andrew Han               | Ariel Ladensohn                                   | 2024. szeptember 2. (feliratos)  | 9ACV06        |
| 157. | 7.  | Planéta Espresso (Planet Espresso)                                    | Crystal Chesney-Thompson | Bill Odenkirk                                     | 2024. szeptember 9. (feliratos)  | 9ACV07        |
| 158. | 8.  | Cukiság túltolva (Cuteness Overlord)                                  | Edmund Fong              | Kristin Gore                                      | 2024. szeptember 16. (feliratos) | 9ACV08        |
| 159. | 9.  | Krimi (The Futurama Mystery Liberry)                                  | Corey Barnes             | David X. Cohen, Jeanette Lim és Patric M. Verrone | 2024. szeptember 23. (feliratos) | 9ACV09        |
| 160. | 10. | Egyébként (Otherwise)                                                 | Ira Sherak               | Nona di Spargement                                | 2024. szeptember 30. (feliratos) | 9ACV10        |

### Tizedik évad (2025)
| Sor. | Év. | Cím                     | Rendező | Író               | Premier              | Gyártási szám |
| ---- | --- | ----------------------- | ------- | ----------------- | -------------------- | ------------- |
| 161. | 1.  | Destroy Tall Monsters   |         | David X. Cohen    | 2025. szeptember 15. | 10ACV01       |
| 162. | 2.  | The World is Hot Enough |         | Maiya Williams    | 2025. szeptember 15. | 10ACV02       |
| 163. | 3.  | Fifty Shades of Green   |         | Ariel Ladensohn   | 2025. szeptember 15. | 10ACV03       |
| 164. | 4.  | The Numberland Gap      |         | Ken Walsh         | 2025. szeptember 15. | 10ACV04       |
| 165. | 5.  | Scared Screenless       |         | Bill Odenkirk     | 2025. szeptember 15. | 10ACV05       |
| 166. | 6.  | Wicked Human            |         | Eric Horsted      | 2025. szeptember 15. | 10ACV06       |
| 167. | 7.  | ?                       |         | Cody Ziglar       | 2025. szeptember 15. | 10ACV07       |
| 168. | 8.  | ?                       |         | Shirin Najafi     | 2025. szeptember 15. | 10ACV08       |
| 169. | 9.  | ?                       |         | David A. Goodman  | 2025. szeptember 15. | 10ACV09       |
| 170. | 10. | ?                       |         | Patric M. Verrone | 2025. szeptember 15. | 10ACV10       |